# Are You Scared to Be Yourself Because You Think That You Might Fail?
Are You Scared to Be Yourself Because You Think That You Might Fail? (en español: ¿Tienes miedo de ser tú mismo porque crees que podrías fracasar?) es un cortometraje dramático canadiense, escrito y dirigido por Bec Pecaut y estrenado en 2024. La película está protagonizada por Lío Mehiel como Mad, una persona no binaria que lucha con sus emociones turbulentas mientras se recupera de una cirugía de afirmación de género.
El reparto también incluye a Sadie Scott, Phyllis Ellis y Francesca Dill.
La película se estrenó en el programa Short Cuts del Festival Internacional de Cine de Toronto de 2024, donde ganó el premio al Mejor Cortometraje Canadiense.